# Sony Ericsson Elm
Sony Ericsson Elm (J10 та J10i2) — телефон випущений у 2010 році.
Телефон є одним з ранніх екологічно чистих телефонів серії "Greenheart" від Sony Ericsson, виготовлений з перероблених матеріалів, тривалий час автономної роботи і зарядні присторії з низьким споживанням енергії, а також мінімальне використання паперу за рахунок зменшення розмірів упаковки та заміна друкованого посібника користувача та такий, що зберігається в пам'яті телефону.
J10 має фронтальну камеру для відео-дзвінків, в той час як J10i2 має A-GPS та Wi-Fi.
Телефон також має віджети для соціальних мереж, як Facebook, Twitter та MySpace.
Телефон був доступний у двох колірних рішеннях: чорний/срібний (матово-чорний з срібною кришкою), та рожевий.